# Liste der Biografien/Ton
Liste der Biografien |
Portal Biografien |
Personensuche
# |
A |
B |
C |
D |
E |
F |
G |
H |
I |
J |
K |
L |
M |
N |
O |
P |
Q |
R |
S |
T |
U |
V |
W |
X |
Y |
Z |
?
 
Ta |
Tc |
Te |
Tf |
Tg |
Th |
Ti |
Tj |
Tk |
Tl |
Tm |
To |
Tq |
Tr |
Ts |
Tu |
Tv |
Tw |
Tx |
Ty |
Tz
 
Toa |
Tob |
Toc |
Tod |
Toe |
Tof |
Tog |
Toh |
Toi |
Toj |
Tok |
Tol |
Tom |
Ton |
Too |
Top |
Toq |
Tor |
Tos |
Tot |
Tou |
Tov |
Tow |
Tox |
Toy |
Toz
Die Liste der Biografien führt alle Personen auf, die in der deutschsprachigen Wikipedia einen Artikel haben. Dieses ist eine Teilliste mit 354 Einträgen von Personen, deren Namen mit den Buchstaben „Ton“ beginnt.

## Ton
- Ton Kham († 1637), König des laotischen Königreiches Lan Xang
- Tôn Thất Thiện (1924–2014), südvietnamesischer Politiker
- Tôn Thất, Thuyết (1839–1913), vietnamesischer Mandarin, General und Widerstandskämpfer
- Ton, Andy (* 1962), italo-schweizerischer Eishockeyspieler
- Tôn, Đức Thắng (1888–1980), vietnamesischer kommunistischer PolitikerTôn Đức Thắng (1888–1980)

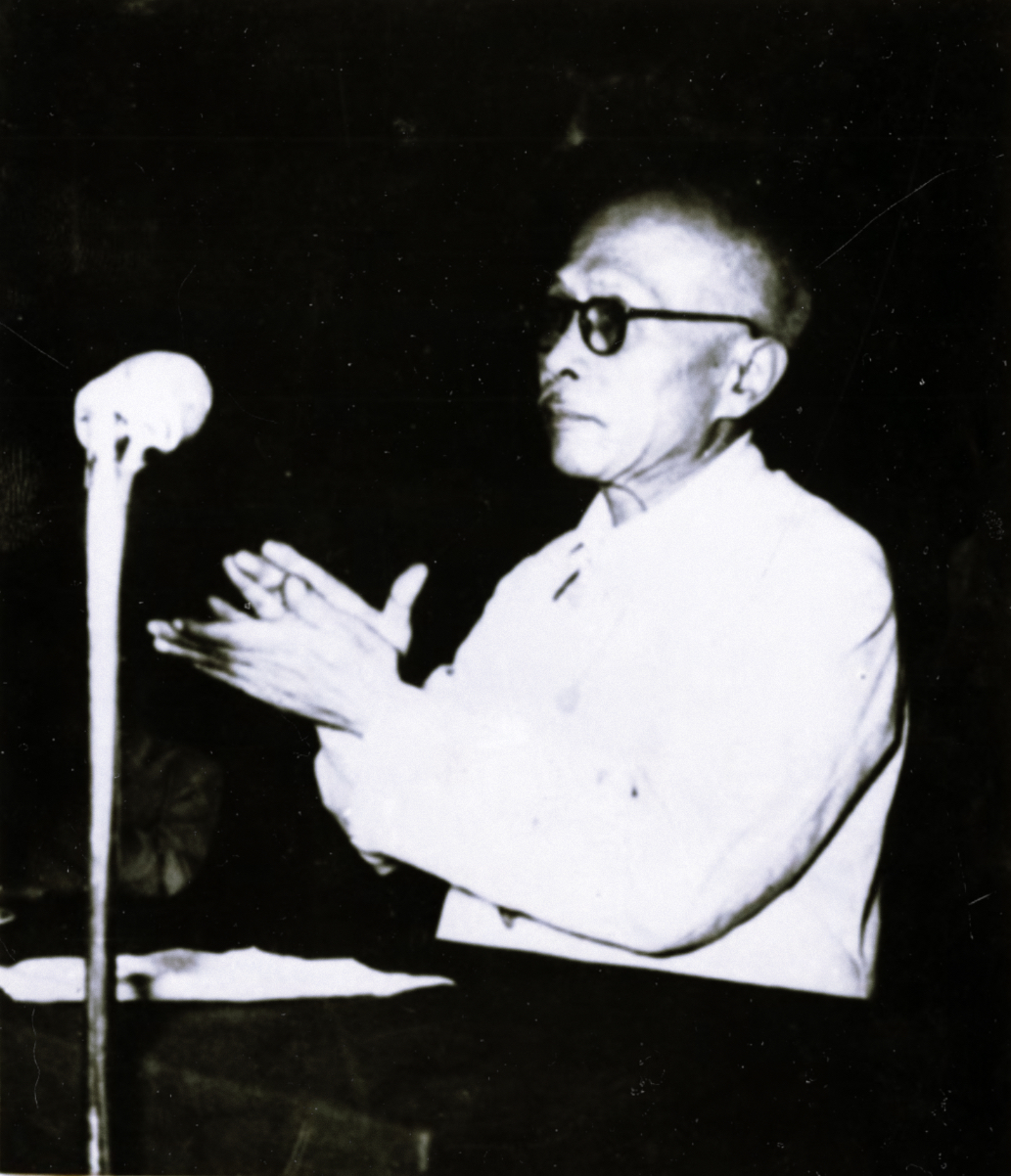
Tôn Đức Thắng (1888–1980)

- Ton, Kevin V. (* 1966), tschechischer Fotograf
- Ton, Matteo (* 1990), italienischer Fußballspieler
- Ton, Petr (* 1973), tschechischer Eishockeyspieler
- Ton, Quinty (* 1998), niederländische Radrennfahrerin
- Ton, Svatoslav (* 1978), tschechischer Hochspringer
- Ton, That Tung (1912–1982), vietnamesischer Leberchirurg
- Ton-That, Hoan, australischer Software-Programmierer und Unternehmer

### Tona
- Ton’a (1289–1372), japanischer Schriftsteller
- Toña la Negra (1912–1982), mexikanische Sängerin
- Tona, Elisabetta (* 1984), italienische Fußballspielerin
- Tona, Miriana (* 1995), italienische Tennisspielerin
- Tona, Theresa (* 1991), papua-neuguineische Taekwondoin
- Tonak, Albert (1906–1942), deutscher SS-Führer
- Tonaki, Funa (* 1995), japanische Judoka
- Tonali, Sandro (* 2000), italienischer FußballspielerSandro Tonali (* 2000)

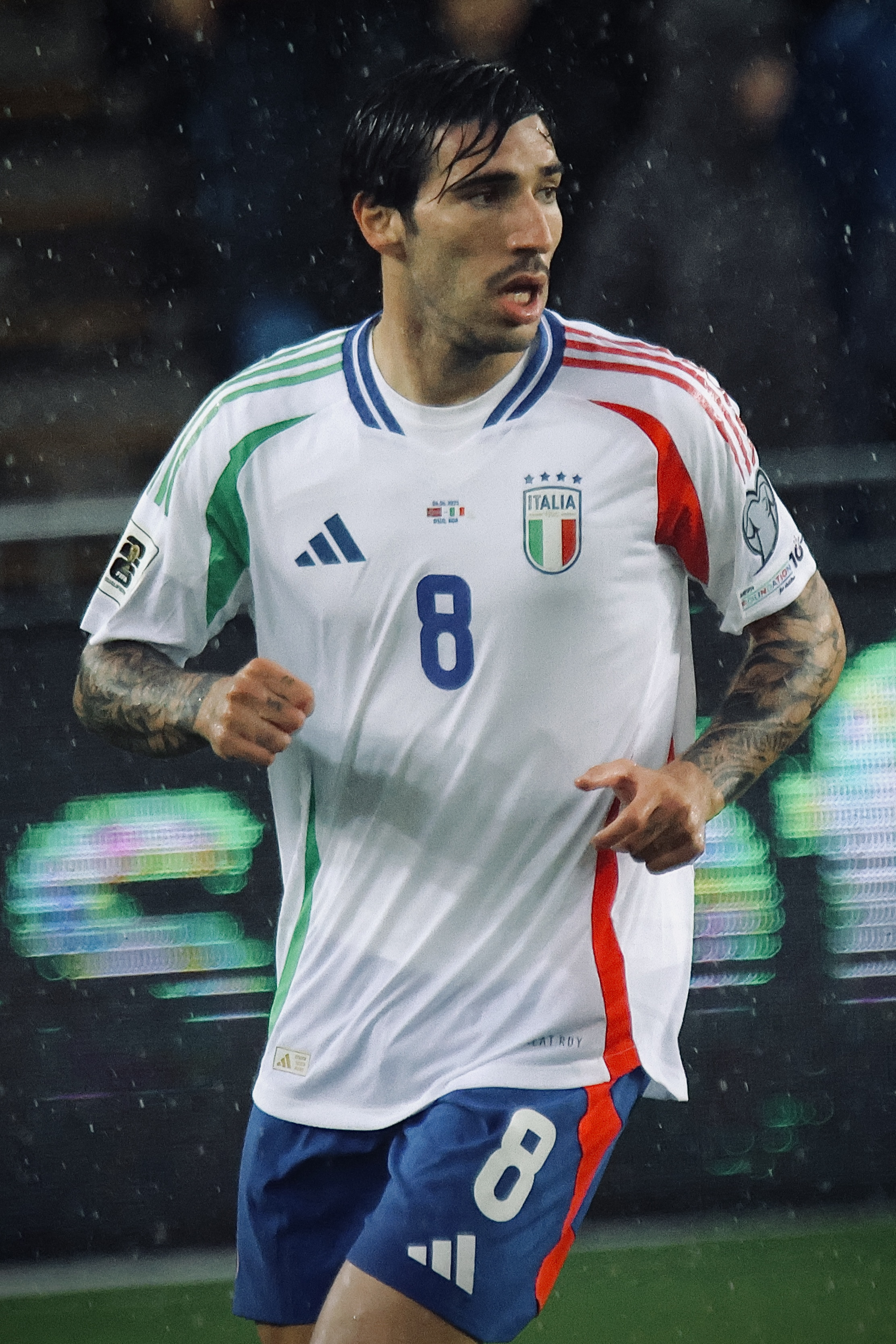
Sandro Tonali (* 2000)

- Tonani, Giuseppe (1890–1971), italienischer Gewichtheber
- Tonar, Michal (* 1969), tschechischer Handballspieler und -trainer
- Tonauer, Anna-Katharina (* 1989), österreichische Opernsängerin in der Stimmlage Mezzosopran
- Tonazzi, Laëtitia (* 1981), französische Fußballspielerin

### Tonb
- Tonbul, Emir (* 2001), türkisch-schweizerischer Fussballspieler

### Tonc
- Tonca, Ileana (* 1972), rumänische Sopranistin
- Toncar, Florian (* 1979), deutscher Politiker (FDP), MdB
- Tončev, Ivica (* 1968), serbischer Politiker
- Tonci, Salvatore (1756–1844), italienischer Maler, Musiker, Sänger und Dichter
- Tončić, Veva (1912–1992), österreichische bildende Künstlerin
- Tončić-Sorinj, Josip (1847–1931), dalmatinischer Politiker und stellvertretender Statthalter von Dalmatien
- Tončić-Sorinj, Kamilo (1878–1961), jugoslawischer Architekt und Museumsleiter
- Tončić-Sorinj, Lujo (1915–2005), österreichischer Diplomat und Politiker (ÖVP), Abgeordneter zum Nationalrat und Generalsekretär des Europarates
- Tonckens, Warmolt (1848–1922), niederländischer Beamter und Gouverneur von Niederländisch-Guayana (Suriname)

### Tond
- Tondé, Sarah (* 1983), burkinische Leichtathletin
- Tondelier, Marine (* 1986), französische Politikerin
- Tondelli, Pier Vittorio (1955–1991), italienischer Schriftsteller
- Tondelli, Renée, Tontechnikerin
- Tondello, Neri José (* 1964), brasilianischer Geistlicher, römisch-katholischer Bischof von Juína
- Tondera-Klein, Corvin (* 1984), deutscher Hörfunkmoderator, Reporter, Redakteur und SchauspielerCorvin Tondera-Klein (* 1984)

Corvin Tondera-Klein (* 1984)

- Tondern, Harald (* 1941), deutscher Jugendbuchautor und Übersetzer
- Tondeur, Alexander (1829–1905), deutscher Bildhauer
- Tondeur, Alexandra (* 1987), belgische Triathletin
- Tondeur, Elisabeth (1840–1911), deutsche Theaterschauspielerin
- Tondeur, Margarete (1862–1944), deutsche Theater- und Stummfilmschauspielerin
- Tondeur, Philippe (* 1932), schweizerisch-US-amerikanischer Mathematiker
- Tondi, Alighiero (1908–1984), katholischer Theologe, Religionskritiker
- Tondi, Moussa (* 1928), nigrischer Offizier und Politiker
- Tondl, Johann (1789–1879), österreichischer Landwirt und Politiker, Landtagsabgeordneter
- Tondo, Xavier (1978–2011), spanischer Radrennfahrer
- Tondorf, Günter (1934–2023), deutscher Jurist
- Tondos, Stanisław (1854–1917), polnischer Maler
- Tondra, František (1936–2012), slowakischer Geistlicher, Bischof von Spiš
- Tondreau, A. J., US-amerikanischer Film- und Tontechniker
- Tondreau, Bill (* 1945), US-amerikanischer Filmtechniker und Filmtechniker
- Töndury, Gian (1906–1985), Schweizer Arzt und Anatom
- Töndury, Hans (1883–1938), Schweizer Ordinarius für Betriebswirtschaftslehre
- Tonduz, Adolphe (1862–1921), Schweizer Botaniker

### Tone
- Tone (* 1974), deutscher Rapper
- Tone Lōc (* 1966), US-amerikanischer Hip-Hop-Musiker und SchauspielerTone Lōc (* 1966)

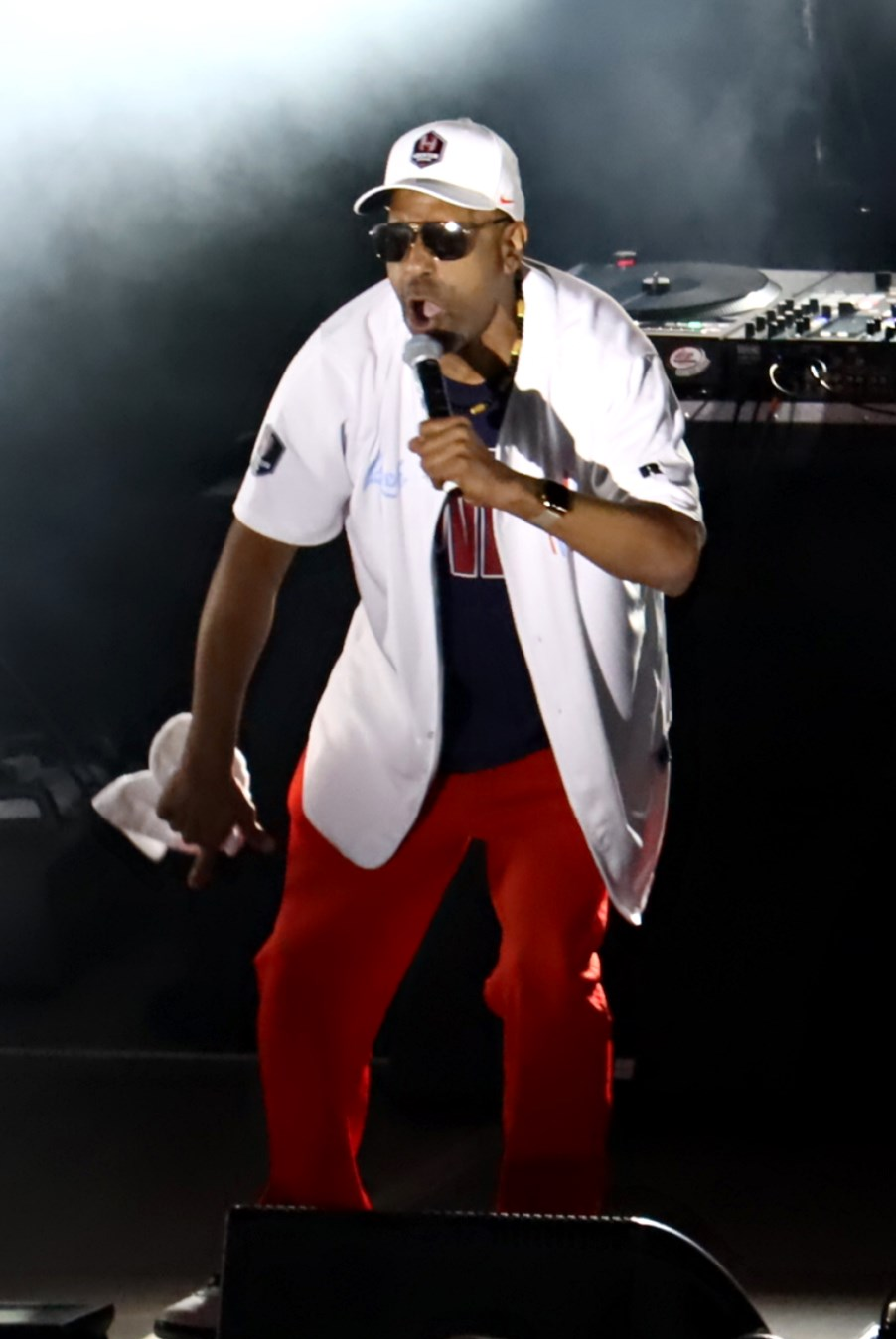
Tone Lōc (* 1966)

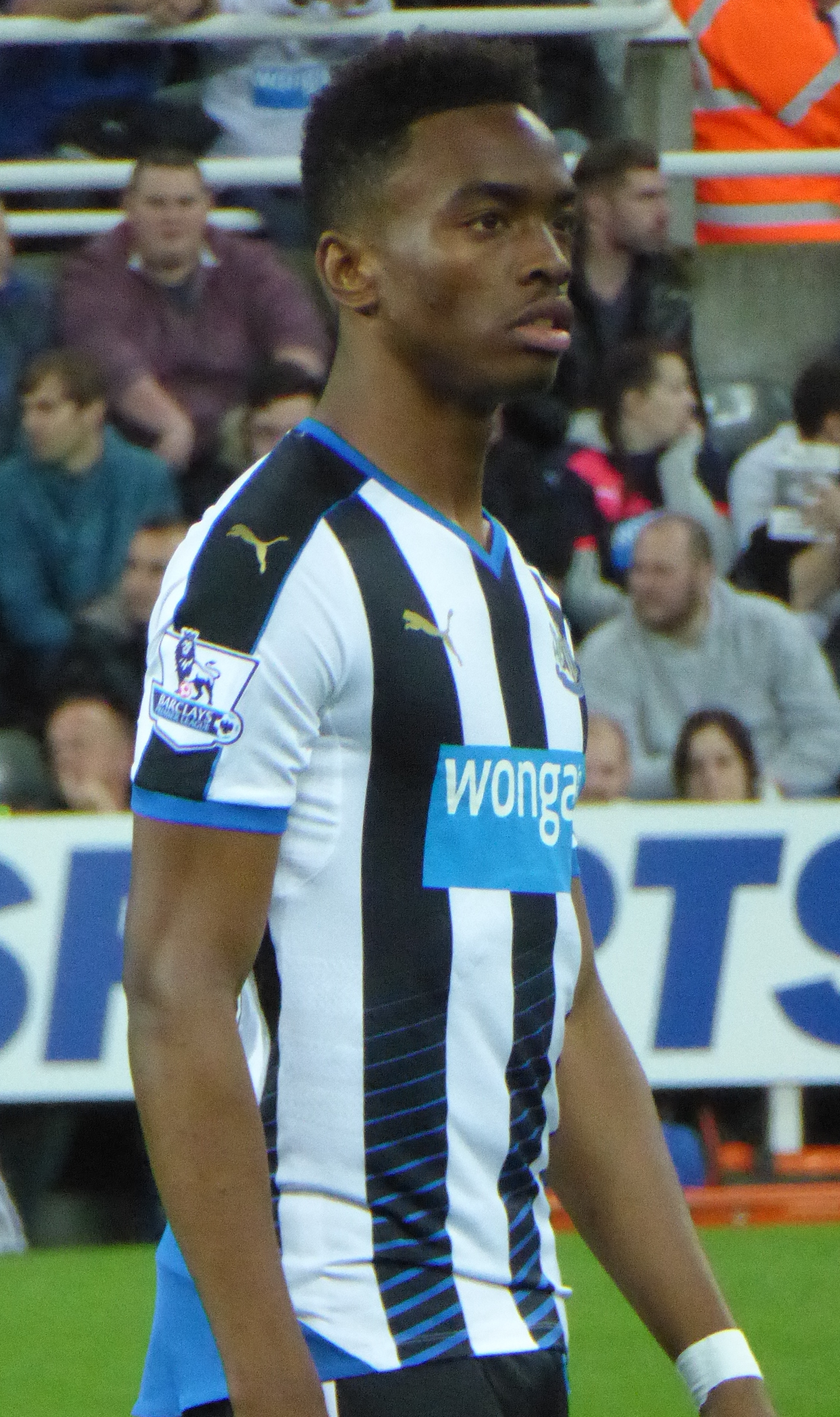
Ivan Toney (* 1996)

- Tone, Franchot (1905–1968), US-amerikanischer Filmschauspieler
- Tone, Issei (* 1996), japanischer Fußballspieler
- Tone, Juris (* 1961), lettischer Bobsportler
- Țone, Marius (* 2000), rumänischer Sprinter
- Tone, Matilda (1769–1849), irische Ehefrau von Theobald Wolfe Tone und Herausgeberin seiner Schriften
- Tone, Ryōsuke (* 1991), japanischer Fußballspieler
- Tone, Theobald Wolfe (1763–1798), irischer UnabhängigkeitskämpferTheobald Wolfe Tone (1763–1798)

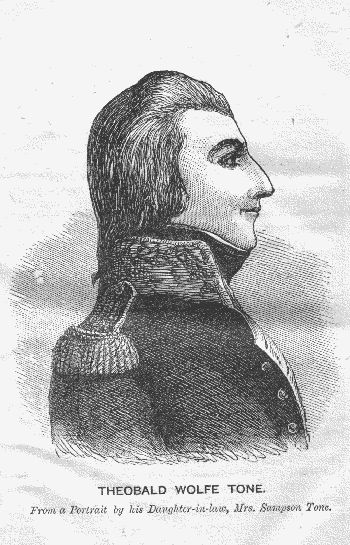
Theobald Wolfe Tone (1763–1798)

- Toneatti, Davide (* 2001), italienischer Radrennfahrer
- Toneatto, Lauro (1933–2010), italienischer Fußballspieler und -trainer
- Toneff, Radka (1952–1982), norwegische Jazzsängerin
- Tonegawa, Susumu (* 1939), japanischer Molekularbiologe
- Tonel (* 1980), portugiesischer Fußballspieler
- Tonel, Julius Sullan (* 1956), philippinischer Geistlicher, römisch-katholischer Erzbischof von Zamboanga
- Tonella, Denise (* 1979), Schweizer Kulturmanagerin, Leiterin des Schweizerischen Nationalmuseums
- Tonella, Loris (* 2004), italienischer Sprinter
- Tonelli, Alessandro (* 1992), italienischer Radrennfahrer
- Tonelli, Anna († 1846), italienische Porträtmalerin
- Tonelli, Annalena (1943–2003), italienische Entwicklungshelferin in Afrika
- Tonelli, Gilles (* 1957), monegassischer Staatsmann
- Tonelli, Giulia (* 1983), italienische Tänzerin
- Tonelli, Guido (* 1950), italienischer Physiker
- Tonelli, John (* 1957), kanadischer Eishockeyspieler
- Tonelli, Leonida (1885–1946), italienischer Mathematiker
- Tonelli, Lorenzo (* 1990), italienischer Fußballspieler
- Tonelli, Mark (* 1957), australischer Schwimmer
- Tonello, Alfred (1929–1996), französischer Radrennfahrer
- Tonello, Raffael (* 1975), italienischer Fußballspieler
- Toner, Imogen, britische Schauspielerin und Art Directorin
- Toner, John (1857–1949), schottischer Geistlicher
- Toner, John (* 1955), US-amerikanischer Physiker
- Toneri-shinnō (676–735), japanischer Politiker und Historiograph
- Tones and I (* 1993), australische Singer-SongwriterinTones and I (* 1993)

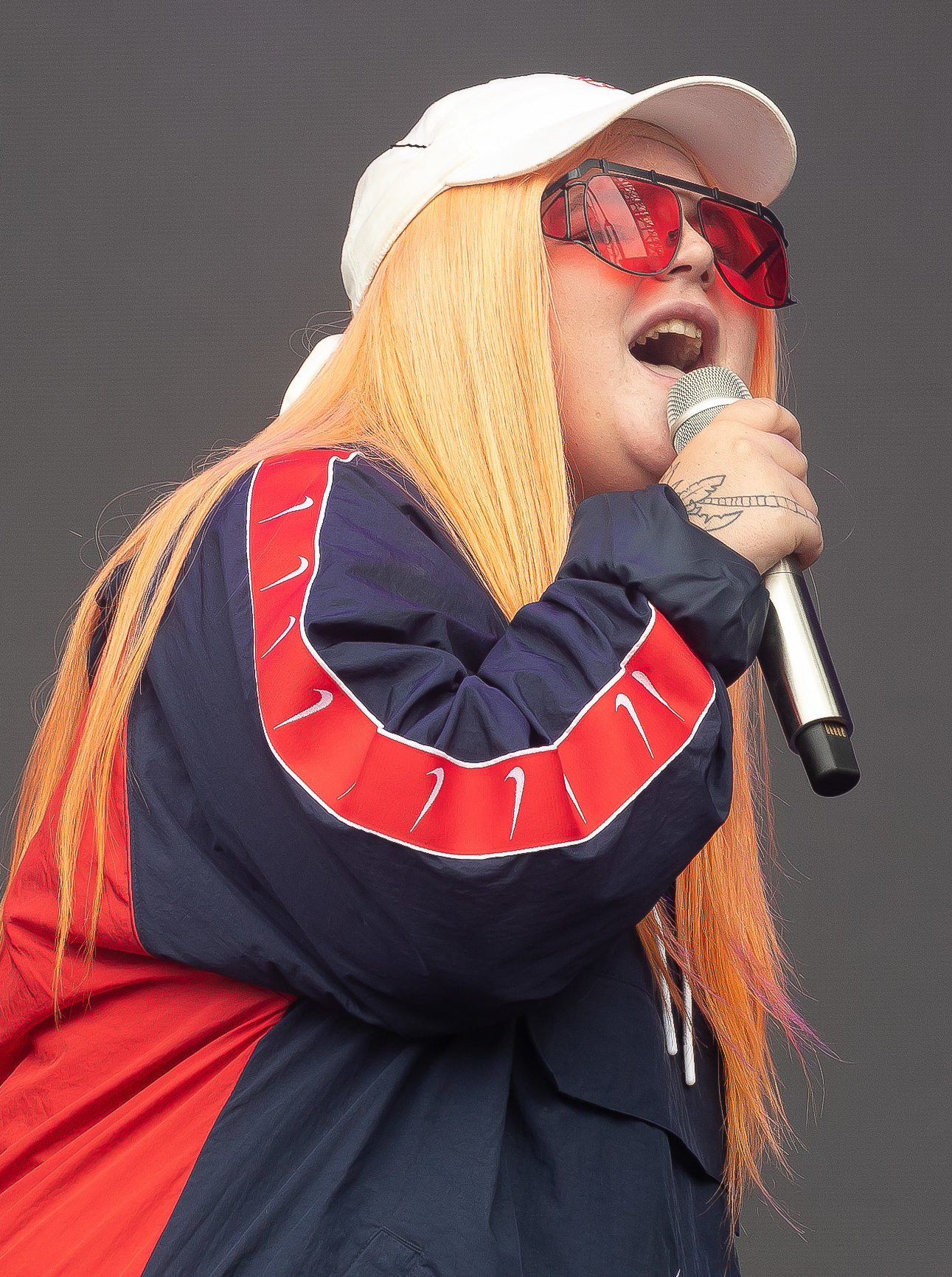
Tones and I (* 1993)

- Tonetti, Cristina (* 2002), italienische Radfahrerin
- Tonetti, Guido (1903–1971), italienischer Geistlicher, römisch-katholischer Bischof von Cuneo
- Tonetti, Mary Lawrence (1868–1945), US-amerikanische Bildhauerin
- Tonetti, Riccardo (* 1989), italienischer Skirennläufer
- Tonetto, Max (* 1974), italienischer Fußballspieler
- Tonev, Nikola (* 1985), mazedonischer Fußballspieler
- Tonew, Aleksandar (* 1990), bulgarischer Fußballspieler
- Toney, Andrew (* 1957), US-amerikanischer Basketballspieler
- Toney, Ivan (* 1996), englischer FußballspielerIvan Toney (* 1996)
- Toney, James (* 1968), US-amerikanischer Boxer
- Toney, Kadarius (* 1999), US-amerikanischer American-Football-Spieler

### Tong
- Tong Changping, Joseph (* 1968), chinesischer Geistlicher, Bischof von Weinan
- Tong Hon, John (* 1939), chinesischer Geistlicher, emeritierter römisch-katholischer Bischof von Hongkong und Kardinal
- Tong Jian (* 1979), chinesischer Eiskunstläufer
- Tong Sang, Gaston (* 1949), französischer Politiker (Französisch-Polynesien)
- Tong Tsz-Wing (* 1992), chinesische Squashspielerin (Hongkong)
- Tong, Angela (* 1975), kanadische Schauspielerin chinesischer Herkunft
- Tong, Anote (* 1952), kiribatischer Politiker, Präsident von Kiribati
- Tong, Edwin (* 1969), singapurischer Politiker
- Tong, Kam (1906–1969), US-amerikanischer Schauspieler
- Tong, King-sing (1832–1892), chinesischer Kaufmann
- Tong, Lim Goh (1918–2007), malaysischer Unternehmer
- Tong, Ling (* 1962), chinesische Tischtennisspielerin
- Tong, Marion Faustino Ah (* 2000), samoanischer Boxer
- Tong, Neville (1934–2019), britischer Radrennfahrer
- Tong, Pete (* 1960), englischer DJ
- Tong, Rebecca (* 1984), indonesisch-US-amerikanische Dirigentin
- Tong, Ross (* 1961), neuseeländischer Ruderer
- Tong, Simon (* 1972), britischer Gitarrist, Keyboarder und SongschreiberSimon Tong (* 1972)

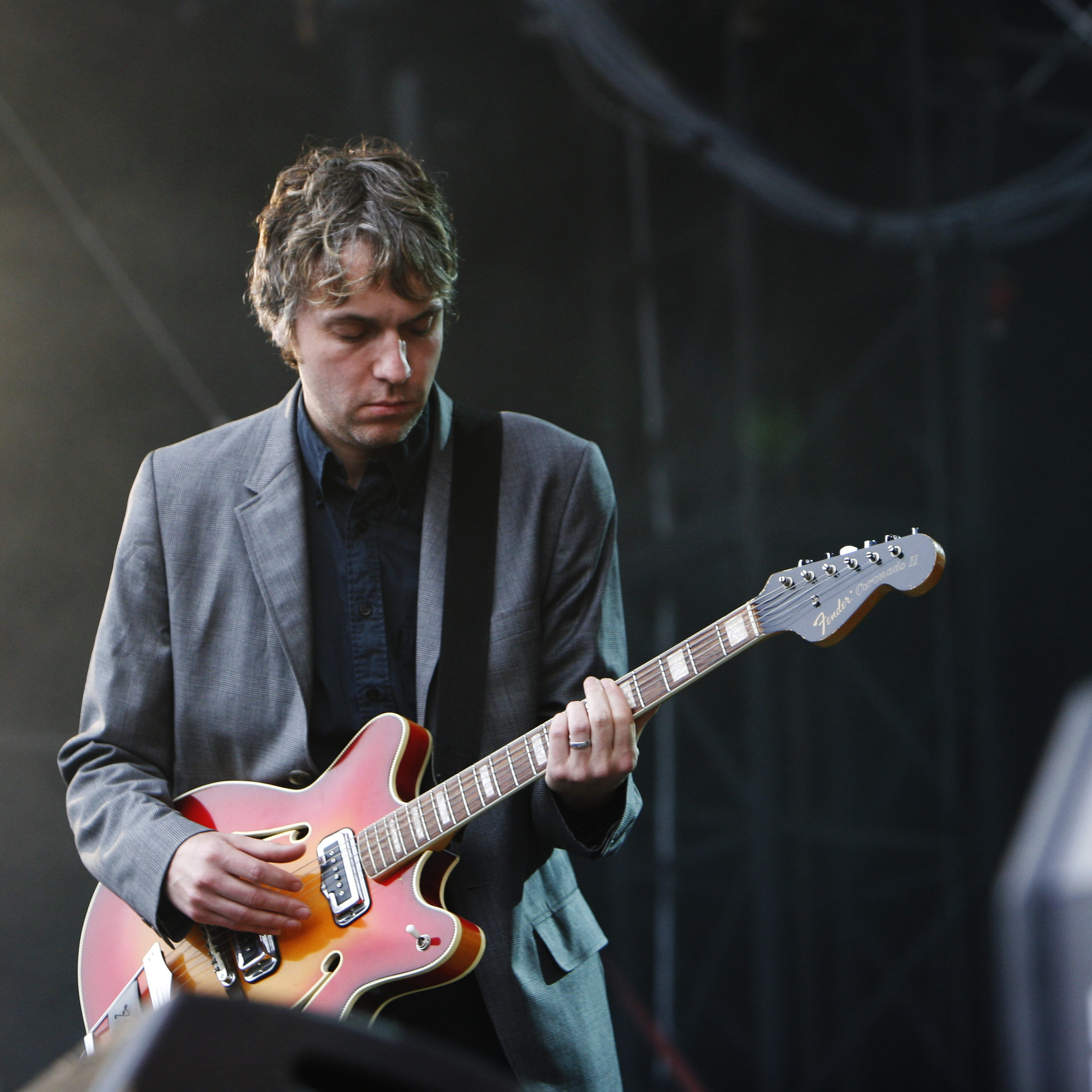
Simon Tong (* 1972)

- Tong, Stanley (* 1960), chinesischer Filmregisseur
- Tong, Wen (* 1983), chinesische Judoka
- Tong, Zenghuan (* 1995), chinesische Sprinterin
- Tong, Zhou (* 1990), chinesischer Fußballspieler
- Tongchai Pohnang (* 1987), thailändischer Fußballspieler
- Tonge, Gwendolyn (1923–2012), Hauswirtschafterin, Pädagogin und Politikerin aus Antigua und Barbuda
- Tonge, Jenny (* 1941), britische Politikerin (Liberaldemokraten), Mitglied des House of Commons, Mitglied des House of Lords
- Tonge, Jonathan (* 1962), britischer Politologe und Hochschullehrer
- Tonge, Michael (* 1983), englischer Fußballspieler
- Tonge, Philip (1897–1959), britischer Schauspieler
- Tonge, Susan, Hofdame und langjährige Freundin der Königin Maria I. Tudor
- Tongel, Emil van (1902–1981), österreichischer Politiker (GDVP, NSDAP, VdU, FPÖ), Abgeordneter zum Nationalrat
- Tonger, Peter (* 1937), deutscher Musikverleger, Chorleiter und Rezitator
- Tongeren, Adriana van, niederländische Schauspielerin
- Tongeren, Jacoba van (1903–1967), niederländische Widerstandskämpferin, Gründerin und Anführerin einer Widerstandsgruppe
- Tongeren, Jacobus van (1913–1996), niederländischer Kanute
- Tongeren, Jelle van (* 1980), niederländischer Jazzmusiker
- Tongeren, Liesbeth van (* 1958), niederländische Politikerin
- Tongeren, Paul van (* 1950), niederländischer Philosoph und Hochschullehrer
- Tongeren, Wietske van (* 1980), niederländische Musicaldarstellerin
- Tongerlo, Wilma Delissen-van (* 1961), niederländische Politikerin, Bürgermeisterin Peel en Maas
- Tongers, Johann (1881–1969), deutscher Pastor sowie Heimatforscher und Autor
- Tönges, Rudolf (1894–1968), deutscher Landwirt und Politiker (CDU), MdL
- Tönges, Werner (* 1936), deutscher Fußballspieler
- Tongi, Emilia Lolloh, sierra-leonische Politikerin
- Töngi, Michael (* 1967), Schweizer Politiker (GPS)Michael Töngi (* 1967)

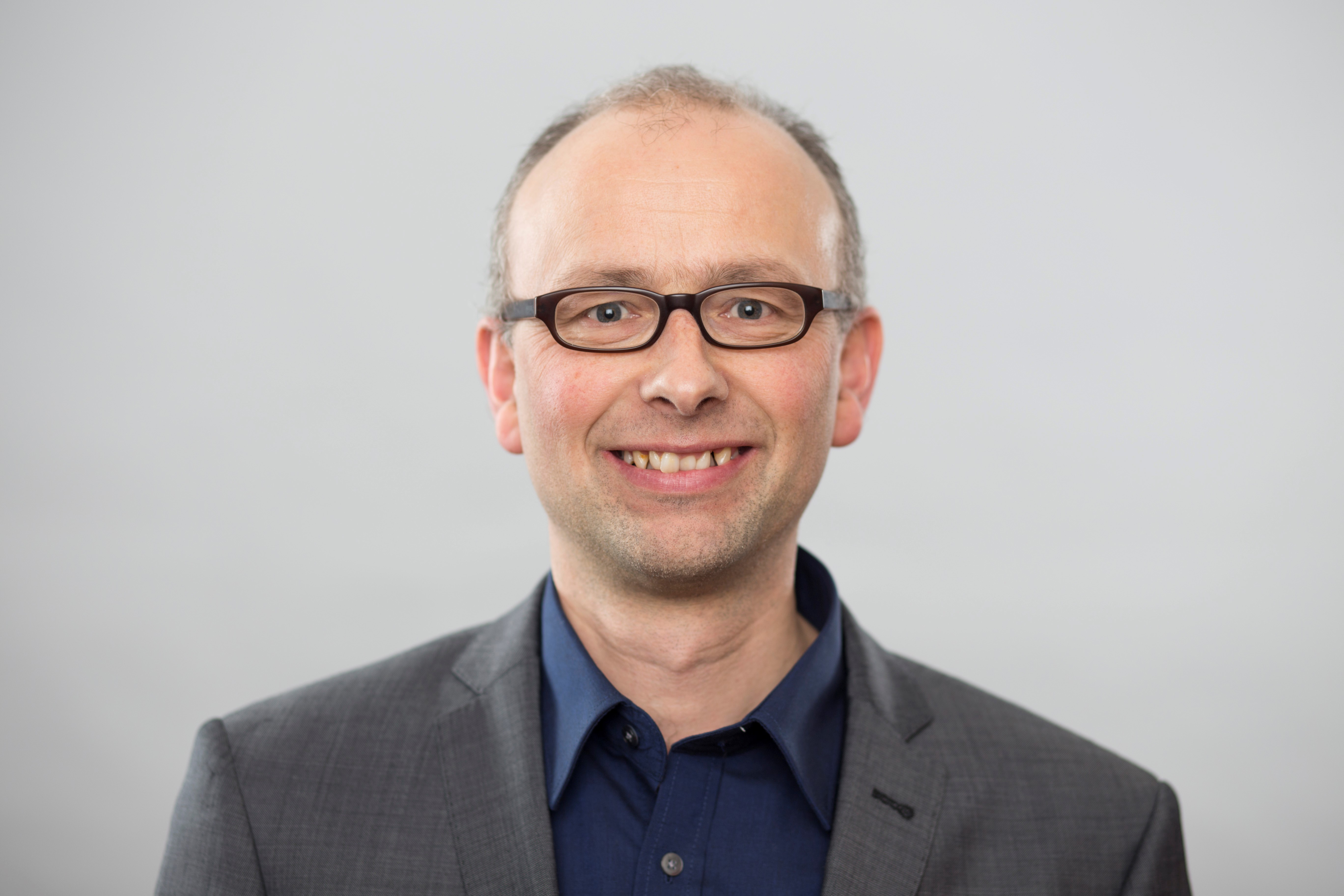
Michael Töngi (* 1967)

- Tongiani, Vito (* 1940), italienischer Bildhauer und Maler
- Tongo (1957–2023), peruanischer Sänger und Entertainer
- Tongue, Nicholas (* 1973), neuseeländischer Schwimmer
- Tongue, Reggie (1912–1992), britischer Autorennfahrer
- Tongue, Thomas H. (1844–1903), US-amerikanischer Politiker
- Tongya, Franco (* 2002), italienisch-kamerunischer Fußballspieler
- Tongzhi (1856–1875), Kaiser von China

### Tonh
- Tonhauser, Judith, deutsche Linguistin und Hochschullehrerin

### Toni
- Toni der Assi (* 1978), deutscher Rapper
- Toni Storaro (* 1976), bulgarischer Pop-Folk Sänger
- Toni, George Olivier (1926–2017), brasilianischer Fagottist, Komponist, Dirigent, Musikpädagoge und -wissenschaftler
- Toni, Luca (* 1977), italienischer FußballspielerLuca Toni (* 1977)
- Toni-L (* 1969), deutscher Rapper

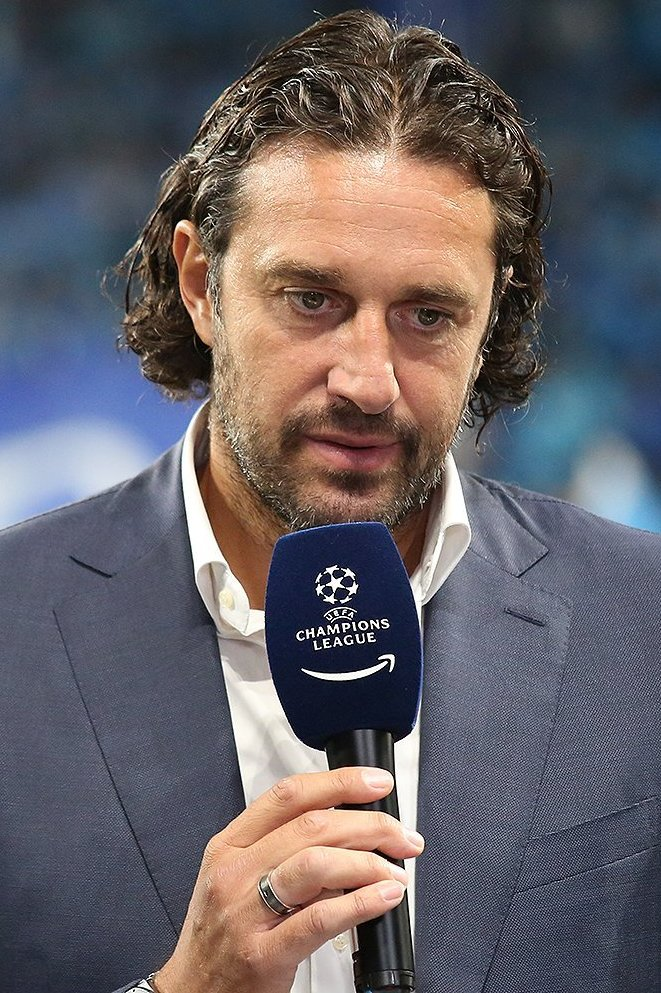
Luca Toni (* 1977)

- Tonia (* 1947), belgische Sängerin
- Toniatti, Carlo (1892–1968), italienischer Ruderer
- Tonicha (* 1946), portugiesische Schlagersängerin
- Tönies, Bernhard (1906–1965), deutscher Architekt
- Töniges, Werner (1910–1995), deutscher Marineoffizier und Schnellbootkommandant im Zweiten Weltkrieg
- Tonin, Matej (* 1983), slowenischer Politiker und Politologe
- Toninato, Dominic (* 1994), US-amerikanischer Eishockeyspieler
- Toninelli, Danilo (* 1974), italienischer Politiker des M5S
- Tonini, Christoph (* 1969), italienisch-schweizerischer Medienmanager
- Tonini, Ersilio (1914–2013), italienischer Geistlicher, Erzbischof von Ravenna-Cervia und Kardinal der römisch-katholischen Kirche
- Tonioli, Antonio (* 1937), italienischer Radrennfahrer
- Tonioli, Bruno (* 1955), britisch-italienischer Talentshowjuror, Choreograf und TänzerBruno Tonioli (* 1955)

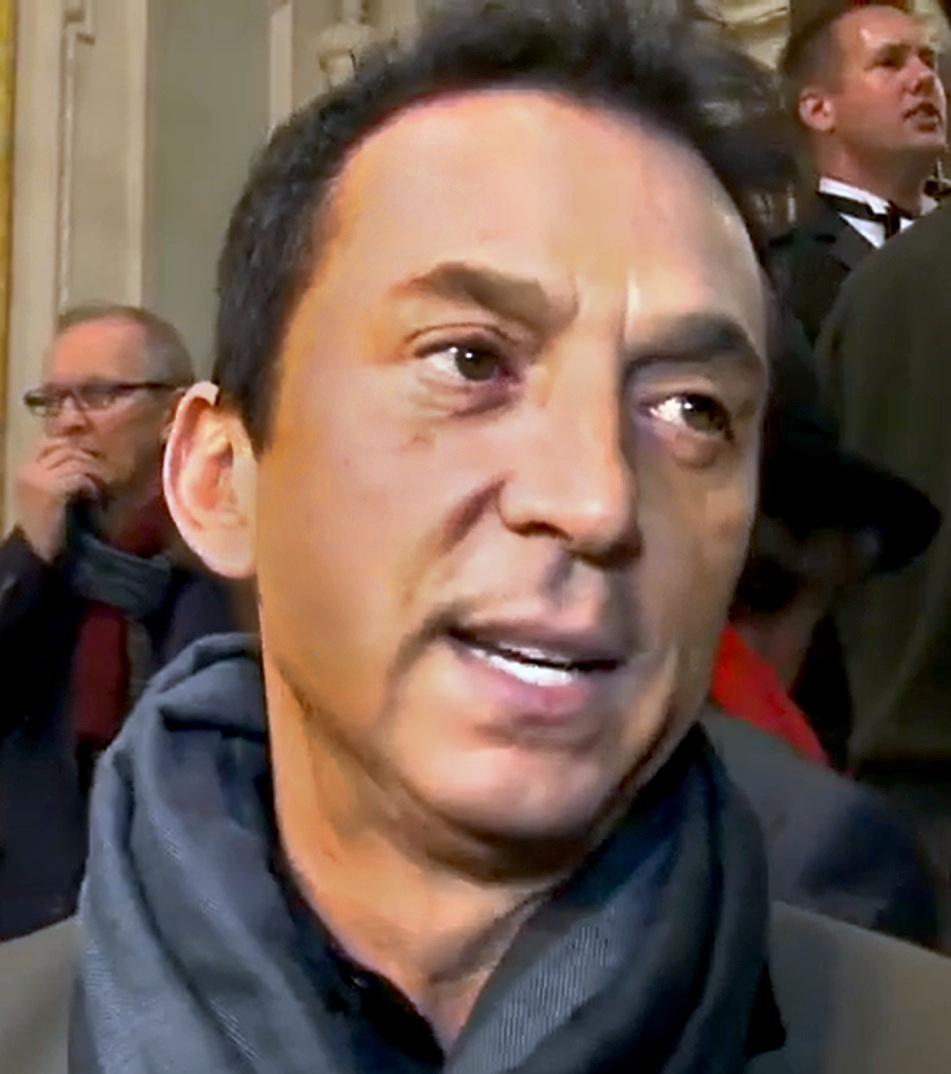
Bruno Tonioli (* 1955)

- Toniolli, Bruno (* 1943), italienischer Eisschnellläufer
- Toniolli, Marco (* 1932), italienischer Politiker und Hochschullehrer
- Toniolo, Beat (* 1962), Schweizer Polit- und Performance-Künstler
- Toniolo, Claudio (* 1940), italienischer Chemiker (Peptid-Chemie)
- Toniolo, Deborah (* 1977), italienische Marathonläuferin
- Toniolo, Giuseppe (1845–1918), italienischer Wirtschaftshistoriker und Soziologe
- Tönissen, Wilhelm (1881–1929), deutscher Kapitän
- Tõnisson, Aleksander (1875–1941), estnischer Militär und Politiker
- Tõnisson, Jaan (* 1868), estnischer Jurist und Politiker; Ministerpräsident und Staatsoberhaupt der Ersten Republik Estland
- Tõnisson, Karl (1883–1962), estnischer Buddhist
- Tõnisson, Liina (* 1940), estnische Politikerin
- Tõniste, Tõnu (* 1967), estnischer Segler
- Tõniste, Toomas (* 1967), estnischer Segler und Politiker, Mitglied des Riigikogu
- Toñito (* 1977), spanischer Fußballspieler
- Tonitza, Nicolae (1886–1940), rumänischer Maler, Illustrator, Lithograph und Karikaturist
- Tonizza, Giacinto (1866–1935), italienischer Ordensgeistlicher und römisch-katholischer Apostolischer Vikar von Tripolitana

### Tonj
- Tönjachen, Rudolf Olaf (1896–1971), Schweizer Romanist und Lehrer
- Tönjes, Albert (1920–1980), deutscher Politiker (SPD)
- Tönjes, Bernd (* 1955), deutscher Manager
- Tönjes, Jan (* 1967), deutscher Pferdesportjournalist und Moderator
- Tönjes, Max A. (1882–1940), deutscher Journalist und Autor
- Tönjes, Verena (* 1989), deutsche Sängerin (Mezzosopran)

### Tonk
- Tonke, Laura (* 1974), deutsche SchauspielerinLaura Tonke (* 1974)

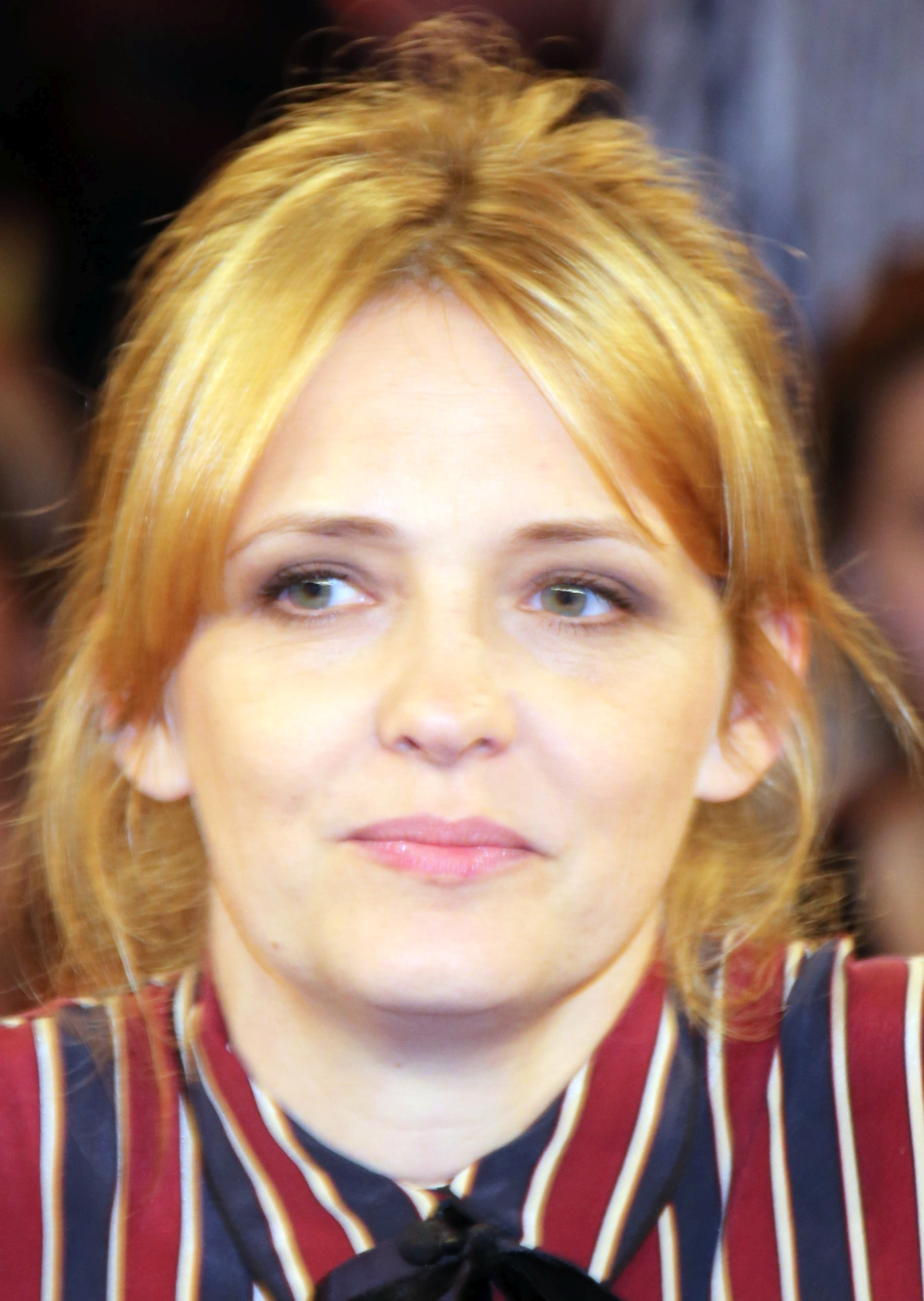
Laura Tonke (* 1974)

- Tonkel, Eva (* 1966), deutsche Filmproduzentin
- Tonkel, Jürgen (* 1962), deutscher Schauspieler und Regisseur
- Tonkich, Wladimir (* 1997), kasachisch-kirgisischer Eishockeyspieler
- Tonkin, Bert (1912–2007), australischer Badminton- und Tennisspieler
- Tonkin, David (1929–2000), australischer Politiker (Liberal Party), Premierminister von South Australia
- Tonkin, Derek (* 1929), britischer Diplomat
- Tonkin, Humphrey (* 1939), britischer Anglist und Esperantist
- Tonkin, Peter (* 1948), australischer Schwimmer
- Tonkin, Phoebe (* 1989), australische Schauspielerin und ModelPhoebe Tonkin (* 1989)

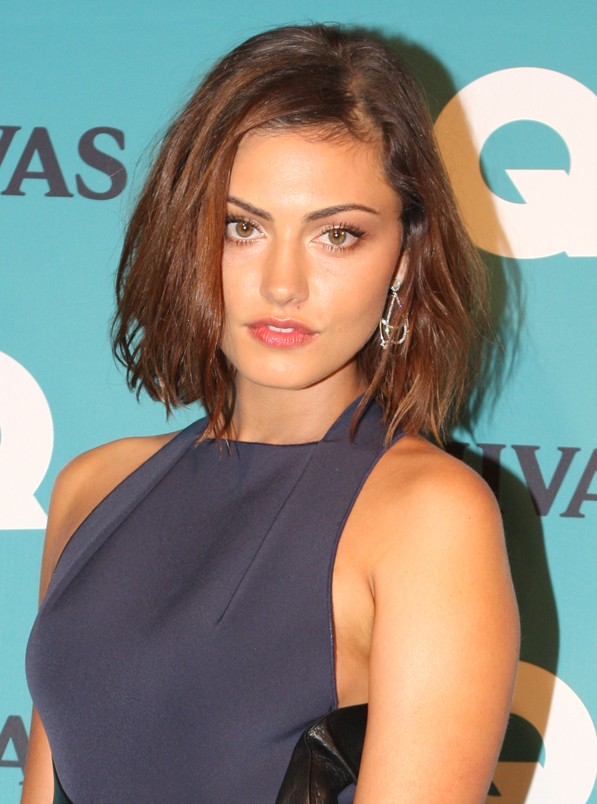
Phoebe Tonkin (* 1989)

- Tonko, Paul (* 1949), US-amerikanischer Politiker der Demokratischen Partei
- Tonković, Kruno (1911–1989), jugoslawischer Bau- und Brückenbau-Ingenieur
- Tonkow, Pawel Sergejewitsch (* 1969), russischer Radrennfahrer
- Tonks, Chris, englischer Badmintonspieler
- Tonks, David John (* 1964), britischer Straßenradrennfahrer
- Tonks, Henry (1862–1937), britischer Arzt und Maler
- Tonks, Richard (* 1951), neuseeländischer Ruderer und Rudertrainer
- Tonks, Robert (* 1955), deutsch-britischer Politikwissenschaftler und Autor
- Tonks, Rosemary (1928–2014), britische Dichterin und Schriftstellerin

### Tonm
- Tonmann, Frank, deutscher Tontechniker und Nebendarsteller

### Tonn
- Tonn, Claudia (* 1981), deutsche Siebenkämpferin
- Tonn, Horst (* 1953), deutscher Amerikanist und Hochschullehrer
- Tonn, Phillip (* 2005), deutscher Motorradrennfahrer
- Tonn, Rudi (1923–2004), deutscher Kommunalpolitiker der SPD, ehrenamtlicher Bürgermeister von Hürth (1979–1999)
- Tonn, Rudolf (1931–2015), österreichischer Politiker (SPÖ), Abgeordneter zum Nationalrat
- Tonna, Alfred (* 1950), maltesischer Radrennfahrer
- Tonna, Gratien (* 1949), französischer Boxer tunesischer Herkunft
- Tonna, Hannele (* 1978), finnische Ski-Orientierungsläuferin
- Tonnar, August (1827–1909), deutscher Bierbrauer, Dialektforscher und Heimatdichter in Eupen
- Tonnard, Elisabeth (* 1973), niederländische Künstlerin, Dichterin und Autorin von Künstlerbüchern
- Tonnätt, Ralf (1931–2015), deutscher Politiker (SPD), MdA
- Tonndorf, Jürgen (1914–1989), deutsch-US-amerikanischer HNO-Arzt
- Tonndorf, Klaus (1939–2020), deutscher Politiker (Neues Forum)
- Tonndorf, Woldemar (1887–1957), deutscher Arzt und Hochschullehrer
- Tonne, Estas (* 1975), ukrainischer GitarristEstas Tonne (* 1975)

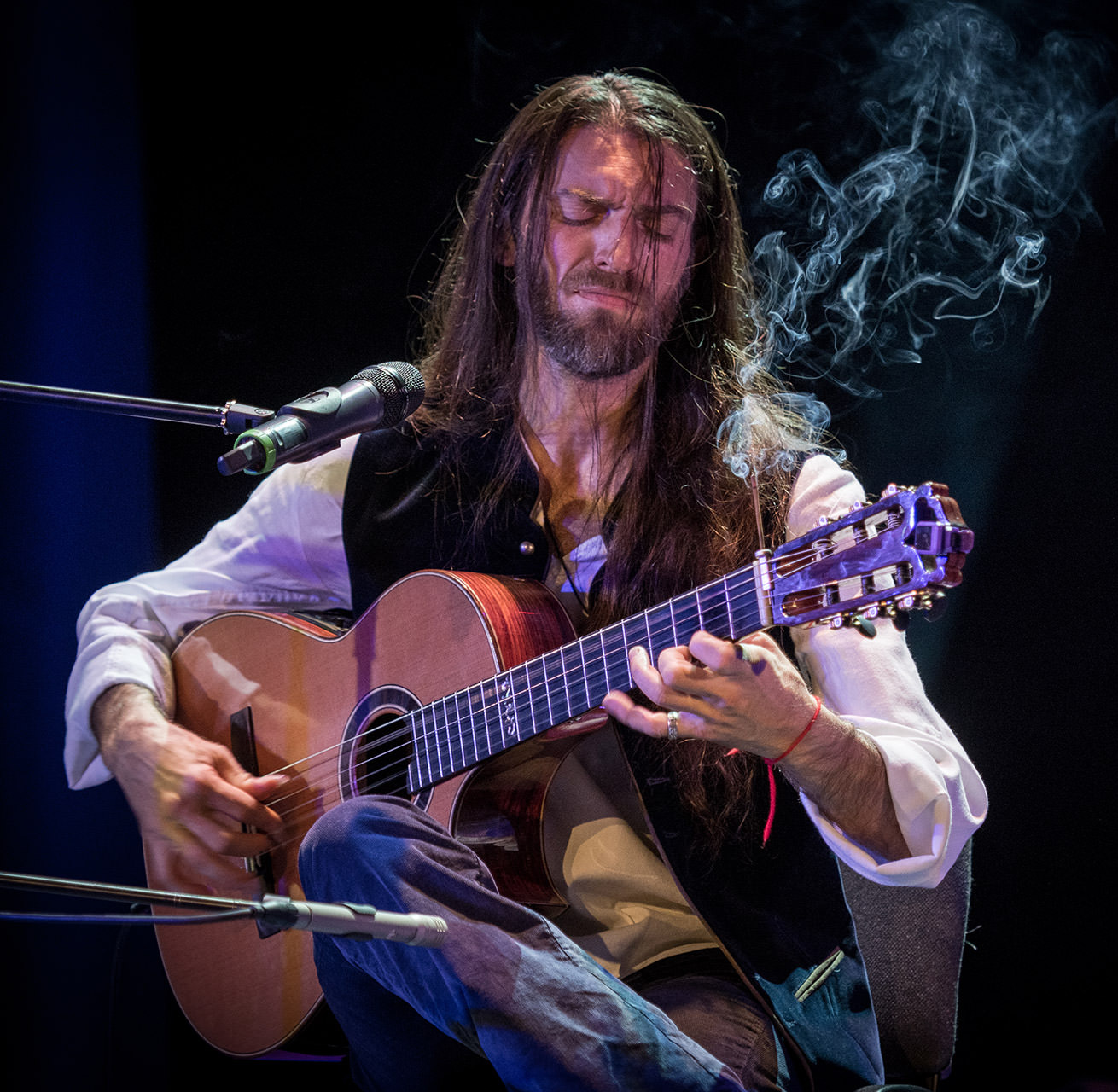
Estas Tonne (* 1975)

- Tönne, Ferdinand (1904–2003), westfälischer Heimatautor und -funktionär
- Tonne, Grant Hendrik (* 1976), deutscher Politiker (SPD), MdLGrant Hendrik Tonne (* 1976)

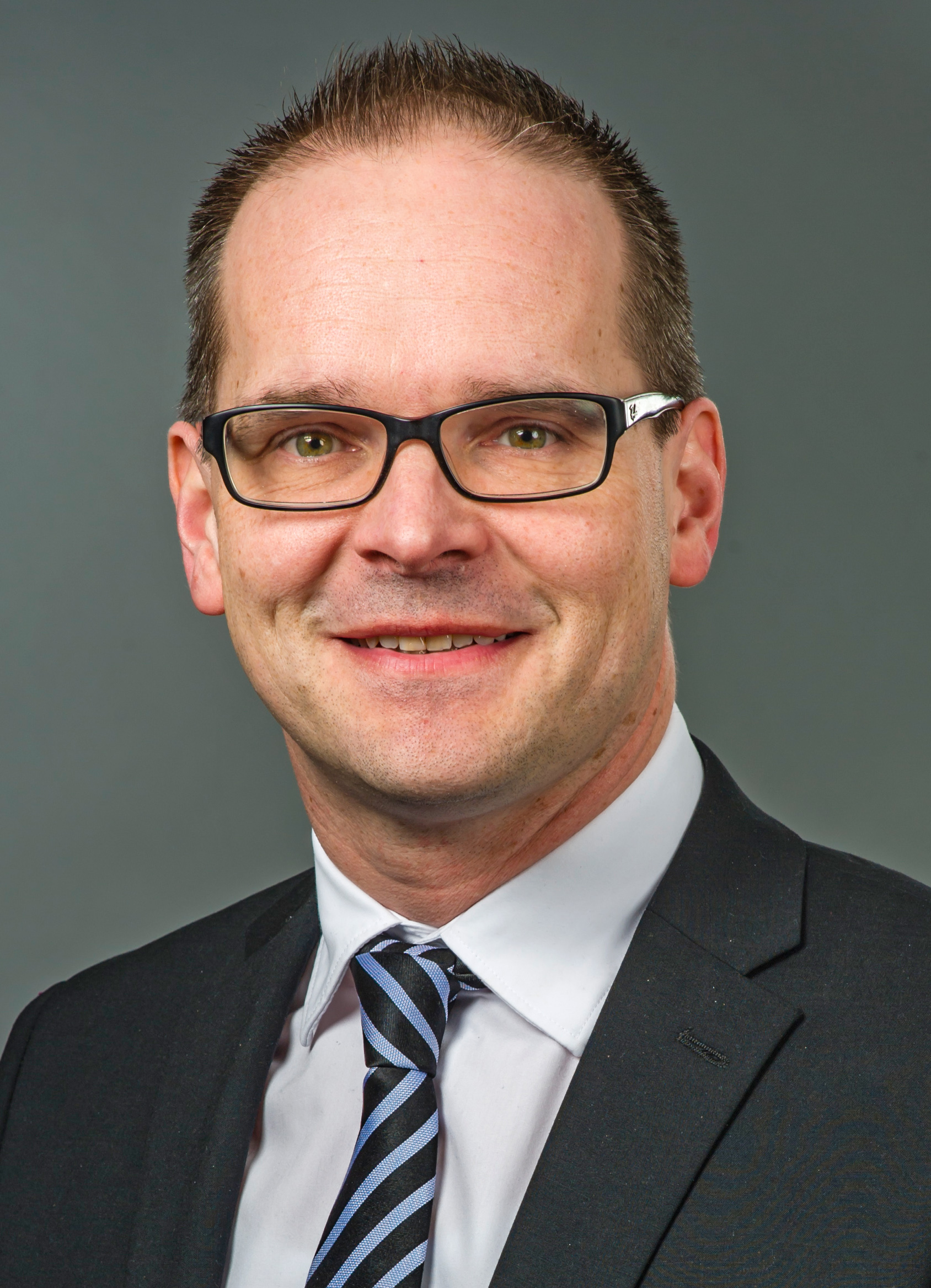
Grant Hendrik Tonne (* 1976)

- Tønne, Lisa (* 1977), norwegische Komikerin
- Tønne, Tore (1948–2002), norwegischer Politiker und Manager
- Tonnelat, Ernest (1877–1948), französischer Germanist und Literaturhistoriker
- Tonnelat, Marie-Antoinette (1912–1980), französische Physikerin
- Tonnelier, Franz (1813–1881), deutscher Landschaftsmaler
- Tonnellier, Hans-Joachim (* 1948), deutscher Bankmanager, Vorstandsvorsitzender der Frankfurter Volksbank
- Tonnellier, Thierry (* 1959), französischer Mittelstreckenläufer
- Tonnemacher, Jan (* 1940), deutscher Medienwissenschaftler und Hochschullehrer
- Tönnemann, Vitus Georg (1659–1740), deutscher Jesuit
- Tonner, Klaus (* 1947), deutscher Jurist
- Tonner, Winfried (1937–2002), deutscher Maler und Kunsterzieher
- Tønnesen, Ambrosia (1859–1948), norwegische Bildhauerin
- Tonnesen, Hans (1854–1935), deutscher Pastor
- Tönnesen, Ingeborg (1912–2009), deutsche Gewerkschaftsfunktionärin
- Tonnesen, Johannes (1882–1971), deutscher Pastor
- Tønnesen, Kent Robin (* 1991), norwegischer Handballspieler
- Tønnesen, Lucas Lynggaard (* 2000), dänischer Schauspieler
- Tønnesen, Stian (* 1974), norwegischer Handballspieler und -trainer
- Tönnesmann, Andreas (1953–2014), deutscher Kunsthistoriker und Hochschullehrer
- Tönnesmann, Margret (1924–2014), deutsche Psychotherapeutin
- Tønnessen, Anne (* 1974), norwegische Fußballspielerin
- Tønnesson, Stein (* 1953), norwegischer Journalist und Historiker
- Tonnet, Fernand (1894–1945), Gründungsmitglied der Christlichen Arbeiterjugend
- Tonnet, Henri (* 1942), französischer Neogräzist
- Tönnies, Alexander (* 1971), deutscher Politiker (SPD)
- Tönnies, Bernd (1952–1994), deutscher Unternehmer und Sportfunktionär
- Tönnies, Bernhard (* 1960), deutscher Bibliothekar, Handschriftenforscher und Historiker
- Tönnies, Clemens (* 1956), deutscher Unternehmer und FußballfunktionärClemens Tönnies (* 1956)

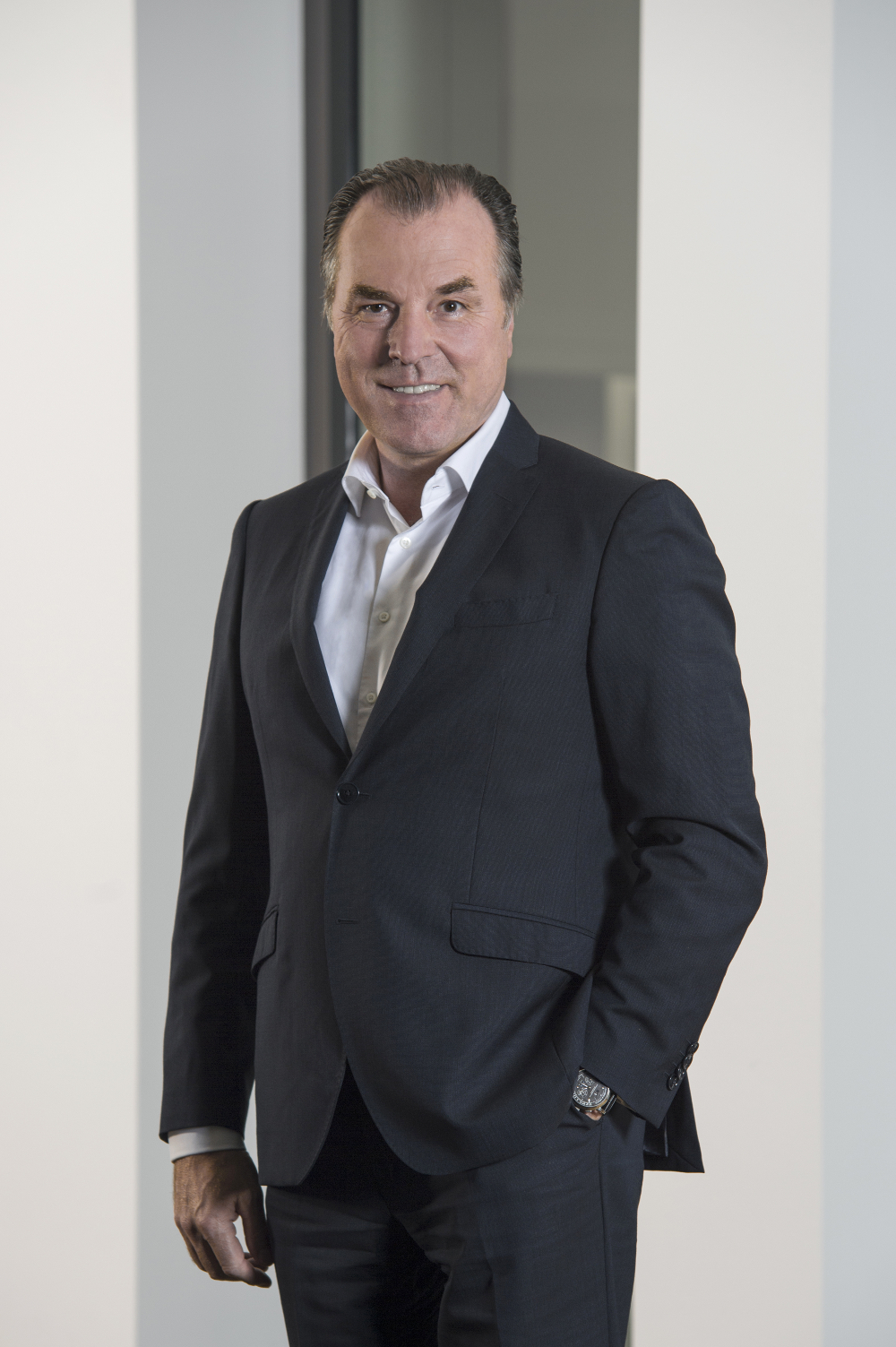
Clemens Tönnies (* 1956)

- Tönnies, Ferdinand (1855–1936), deutscher Soziologe, Nationalökonom und Philosoph
- Tönnies, Gert (1851–1928), deutscher Landwirt und Politiker (NLP), MdR
- Tönnies, Hans (1879–1973), deutscher Maler und Erfinder
- Tønnies, Heinrich (1825–1903), dänischer Fotograf
- Tönnies, Jan Friedrich (1902–1970), deutscher Erfinder, Wissenschaftler, Fabrikant und Politiker (DFU)
- Tönnies, Klaus (* 1956), deutscher Informatiker und Hochschullehrer
- Tönnies, Kuno (1907–1963), deutscher Jurist
- Tönnies, Michael (1959–2017), deutscher Fußballspieler
- Tönnies, Rotraud (1933–2017), deutsche Heimatforscherin und Veterinärin
- Tönnies, Sibylle (1944–2017), deutsche Rechtsphilosophin, Soziologin und Essayistin
- Tönnies, Sven (* 1946), deutscher Psychologe und Hochschullehrer
- Tönnies, Thorsten (* 1991), deutscher Fußballspieler
- Tönnies, Tobias (* 1983), deutscher Handballschiedsrichter
- Tonnini, Adele (* 1977), san-marinesische Politikerin
- Tonnis, Christiaan (* 1956), deutscher Maler, Zeichner, Videokünstler und Autor
- Tönnis, Cord, Baumeister der „Weserrenaissance“
- Tönnis, Dietrich (1927–2010), deutscher Orthopäde
- Tönnis, Wilhelm (1898–1978), deutscher Neurochirurg
- Tonnos, Anthony Frederick (* 1935), kanadischer Geistlicher, emeritierter Bischof von Hamilton

### Tono
- Toño (* 1979), spanischer Fußballspieler
- Toño (* 1989), spanischer Fußballspieler
- Tōno, Daiya (* 1999), japanischer Fußballspieler
- Tōno, Mamare (* 1973), japanischer Autor
- Tonoike, Aki (* 1979), japanische Eisschnellläuferin
- Tonoike, Daisuke (* 1975), japanischer Fußballspieler
- Tonoir, Marie (1860–1934), französische Malerin
- Tonojan, Dawid (* 1967), armenischer Politiker und Verteidigungsminister von Armenien
- Tonojan, Rüdiger (* 1972), deutscher Politiker (Bündnis 90/Die Grünen)
- Tonokawa, Yūto, japanischer Autor
- Tonoli, Gaudenzio (* 1940), italienischer Radrennfahrer
- Tonoli, Giovanni (1947–1993), italienischer Radrennfahrer
- Tonolini, Mauro (* 1973), italienischer Fußballschiedsrichterassistent
- Tonolli, Livia Pirocchi (1909–1985), italienische Biologin und Hochschullehrerin
- Tonolo, Pietro (* 1959), italienischer Jazzsaxophonist
- Tonomura, Akira (1942–2012), japanischer Physiker
- Tonomura, Shigeru (1902–1961), japanischer Schriftsteller
- Tonon, Benedict (* 1944), deutscher Architekt und ehemaliger Hochschulprofessor
- Tonon, Carlo (1955–1996), italienischer Radrennfahrer
- Tononi, Giulio, Facharzt für Psychiatrie und Neurowissenschaftler
- Tononi, Tiziano (* 1956), italienischer Jazzmusiker
- Tonooka, Sumi (* 1956), US-amerikanische Jazzpianistin
- Tonosaki, Jun (* 1984), japanischer Eishockeyspieler
- Tonou-Mbobda, William († 2019), kamerunischer Mann
- Tonouchi, Mishō (1891–1964), japanischer Maler
- Tonoyama, Taiji (1915–1989), japanischer Schauspieler und Schriftsteller

### Tonp
- Tönpa, Drom († 1064), tibetischer Buddhist und Gründer der Kadam-Tradition

### Tonq
- Tonquédec, Guillaume de (* 1966), französischer SchauspielerGuillaume de Tonquédec (* 1966)

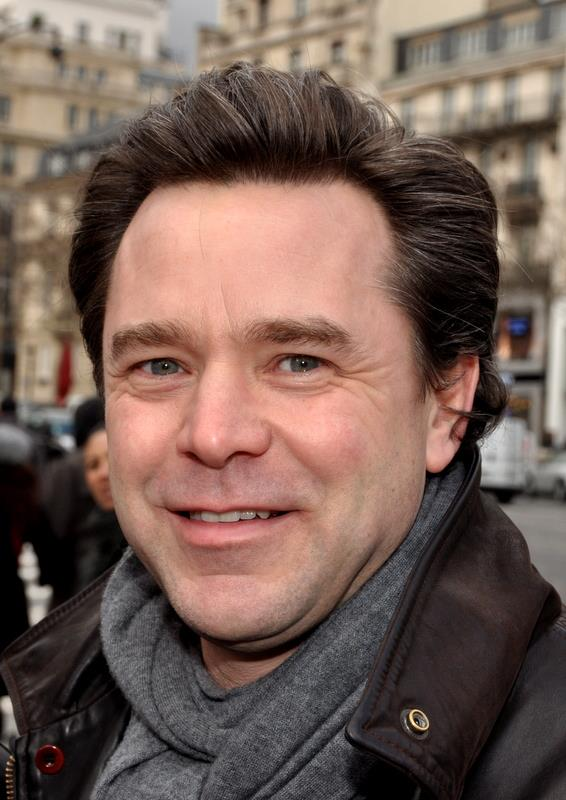
Guillaume de Tonquédec (* 1966)

### Tonr
- Tonry, John L. (* 1953), US-amerikanischer Astronom und Asteroidenentdecker
- Tonry, Michael (* 1945), US-amerikanischer Rechtswissenschaftler und Kriminologe
- Tonry, Richard Alvin (1935–2012), US-amerikanischer Politiker
- Tonry, Richard J. (1893–1971), US-amerikanischer Politiker

### Tons
- Töns, Christian (1958–2008), deutscher Chirurg und Hochschullehrer
- Töns, Markus (* 1964), deutscher Politiker (SPD), MdL, MdB
- Tønsager, Ejnar (1888–1967), norwegischer Ruderer
- Tønsager, Håkon (1890–1975), norwegischer Ruderer
- Tønsberg, Christian (1813–1897), norwegischer Verleger
- Tønsberg, Reidar (1893–1956), norwegischer Turner
- Tonscheidt, Heinrich (1904–1954), deutscher Bauingenieur, Bauunternehmer, Politiker (CDU), MdL
- Tönsen, Marcus (1772–1861), deutscher Theologe und Rechtswissenschaftler
- Tønseth, Didrik (* 1991), norwegischer Skilangläufer
- Tönsfeldt, Dietmar (* 1956), deutscher Fußballspieler
- Tönsfeldt, Volker (* 1952), deutscher Fußballspieler
- Tönsfeuerborn, Lars (* 1990), deutscher PodcasterLars Tönsfeuerborn (* 1990)

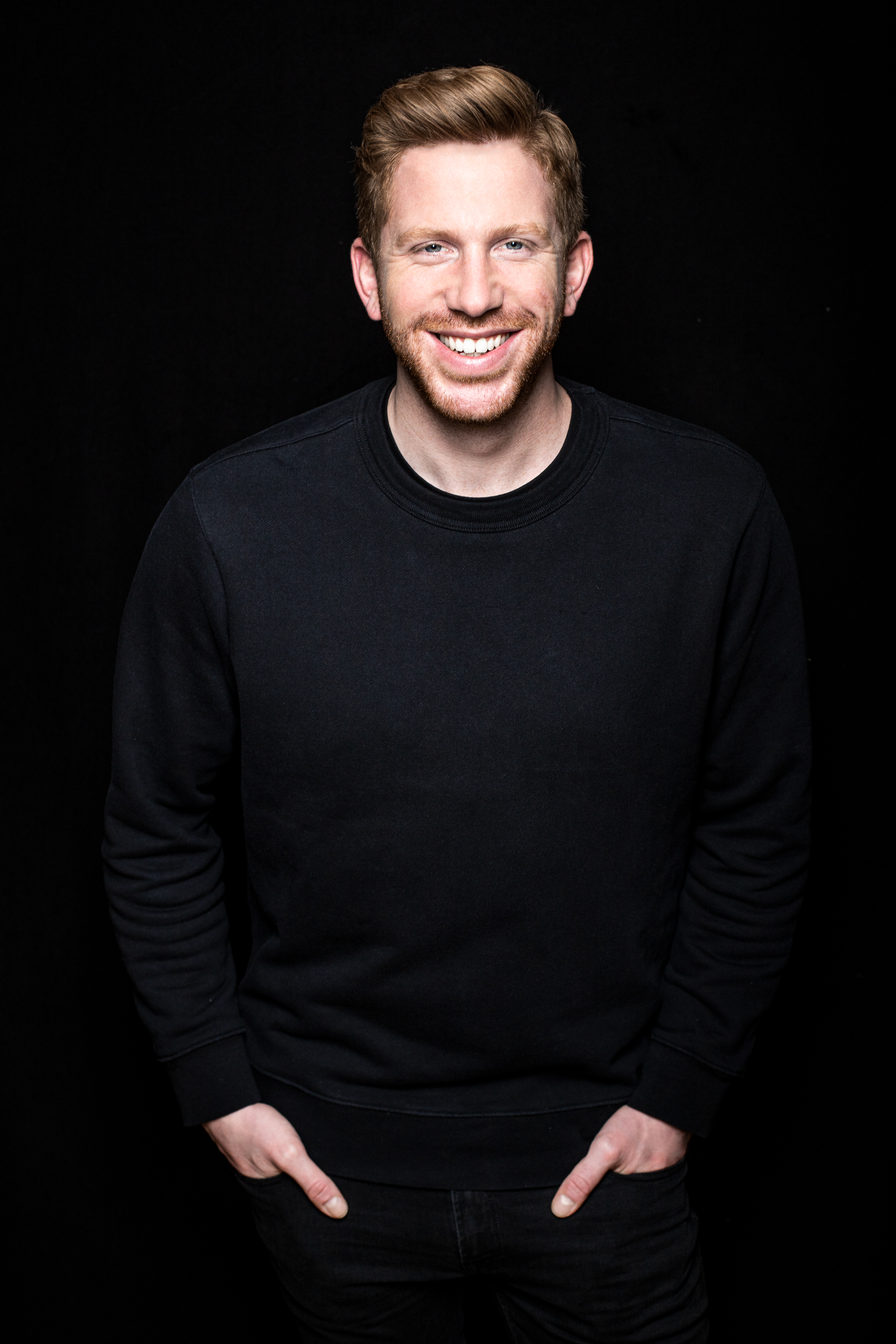
Lars Tönsfeuerborn (* 1990)

- Tönshoff, Hans Kurt (* 1934), deutscher Ingenieur und Hochschullehrer
- Tönsing, Beate (* 1945), deutsche Politikerin (SPD), MdL
- Tönsmeyer, Tatjana (* 1968), deutsche Historikerin
- Tonsor, Johann Heinrich (1595–1649), deutscher Philosoph und lutherischer Theologe
- Tonsor, Michael, deutscher Komponist, Kapellmeister, Chorleiter, Organist, Musikpädagoge und Sänger
- Tonstad, Linn (* 1978), US-amerikanische Autorin und Theologin

### Tont
- Tonteri, Roope (* 1992), finnischer Snowboarder
- Tonteri-Young, Kristina (* 1998), finnisch-neuseeländische Schauspielerin und Balletttänzerin
- Tonti, Aldo (1910–1988), italienischer Kameramann
- Tonti, Andrea (* 1976), italienischer Radrennfahrer
- Tonti, Enzo (1935–2021), italienischer Ingenieur und Mathematiker
- Tonti, Giulio (1844–1918), italienischer Kardinal der römisch-katholischen Kirche
- Tonti, Lorenzo de, neapolitanischer Bankier
- Tonti, Michelangelo (1566–1622), italienischer Geistlicher, Kardinal der Römischen Kirche
- Tontić, Stevan (1946–2022), bosnischer Schriftsteller und Übersetzer
- Tontodonati, Kiri (* 1994), italienische Ruderin
- Tontsch, Günther Herbert (1943–2007), deutscher Rechtswissenschaftler
- Tontschew, Dimitar Stojanow (1859–1937), bulgarischer Jurist und Politiker
- Tontschew, Tontscho (* 1972), bulgarischer Boxer
- Tontti, Jarkko (* 1971), finnischer Dichter, Schriftsteller und Jurist
- Tontxu (* 1973), spanischer Liedermacher
- Tontz, Denyse (* 1994), US-amerikanische Schauspielerin, Sängerin und Tänzerin

### Tonu
- Tonucci, Giovanni (* 1941), italienischer römisch-katholischer Bischof und päpstlicher Diplomat
- Tonucci, Giuseppe (1938–1988), italienischer Radrennfahrer
- Tonutti, Emil (1909–1987), deutscher Anatom

### Tony
- Tony (* 1944), deutscher Sänger und Komponist
- Tony D (* 1983), deutscher RapperTony D (* 1983)

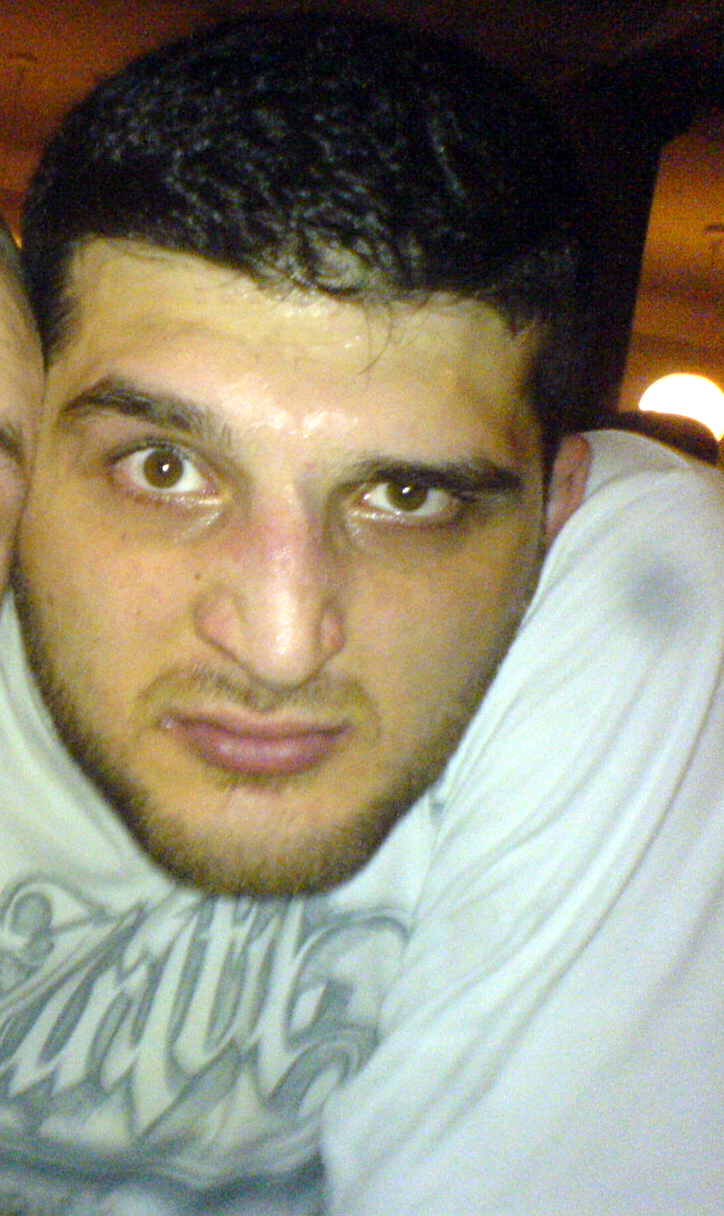
Tony D (* 1983)

- Tony Helissey, Jean-Paul (* 1990), französischer Florettfechter
- Tonyan, Robert (* 1994), US-amerikanischer American-Football-Spieler
- Tonyé Bakot, Simon-Victor (* 1947), kamerunischer Geistlicher und emeritierter römisch-katholischer Erzbischof von Yaoundé
- Tonyé, Simon (1922–1997), kamerunischer römisch-katholischer Geistlicher, Erzbischof von Douala

### Tonz
- Tönz, Stefan (* 1972), Schweizer Geiger und Jurist